# Johan Westerholm
Johan Bruno Westerholm, född 8 juni 1962 i Hedvig Eleonora församling i Stockholm, är en svensk bloggare och samhällsdebattör.

## Biografi
Johan Westerholm är son till professor Peter Westerholm och ämbetsmannen och politikern Barbro Westerholm. Han är utbildad officer, och har tjänstgjort som underrättelseofficer och arbetat i säkerhetsbranschen. Westerholm har under många år deltagit aktivt i den politiska debatten som bloggare och debattör. 
Westerholm uppgav 2017 att han varit medlem i Sveriges socialdemokratiska arbetareparti sedan 2006. År 2021 uppgav han att han inte längre kallade sig socialdemokrat.
Tidigare har Johan Westerholm drivit bloggen Mitt i steget, som slutade vara offentlig 2014 i samband med att han lanserade sin nya blogg, Ledarsidorna, som enligt egen uppgift granskar ledarsidor och bedriver granskande opinionsjournalistik på ideell basis. Bloggen har av medieforskaren Kristoffer Holt beskrivits som invandringskritisk alternativmedia. Enligt Sveriges Radio 2016 rör Westerholms texter i stor utsträckning kritik mot svensk migrations- och integrationspolitik.
Sedan 2017 har Westerholm medverkat vid ett flertal av Medborgerlig Samlings interna event.
Tillsammans med bland andra Helene Bergman drev han under 2018 på sociala medier kampanjen "Stoppa grundlagsändringen", som syftade till att förhindra genomförande av flera förslag i Mediegrundlagskommitténs betänkande Ändrade mediegrundlagar (SOU 2016:58). Samma år rapporterade han på sin blogg om Tjänstemannauppropet. Westerholm dömdes år 2018 för skattebrott.
Westerholm gav i januari 2020 ut boken Islamismen i Sverige. Muslimska Brödraskapet. År 2021 tilldelades han Medborgarrättsrörelsen i Sveriges  Medborgarrättspris.
Johan Westerholm är majoritetsägare av företagen Greycat Solutions Ltd,  Greycat Publishing Ltd och Greycat Solutions Invest Ltd. För de två sistnämnda är han också VD. Företagen är brevlådeföretag registrerade i Storbritannien.